# 8 юни
8 юни е 159-ият ден в годината според григорианския календар (160-и през високосна година). Остават 206 дни до края на годината.

## Събития
- 68 г. – Римският сенат провъзгласява Галба за император.
- 1624 г. – Земетресение разтърсва Перу.
- 1783 г. – Вулканът Лаки в Исландия изригва в продължение на осем месеца, опустошенията от което предизвикват 7-годишен масов глад и смъртта на 9000 души.
- 1794 г. – Чрез пищни тържества в цяла Франция Робеспиер институционализира нова държавна религия на Френската революция – Култа към Върховното същество.
- 1869 г. – Американецът Ив Макгафи патентова прототип на прахосмукачката.
- 1942 г. – Втората световна война: Японски подводници и самолети атакуват Австралия.
- 1949 г. – Публикуван е политическият роман 1984 на Джордж Оруел.
- 1953 г. – Американски върховен съд постановява, че в ресторантите в окръг Колумбия не може да се отказва да се сервира на чернокожи.
- 1965 г. – Народна република България и Полша подписват спогодба за премахване на визите и развитие на туризма.
- 1968 г. – На Летище Хийтроу е задържан убиецът на Мартин Лутър Кинг – Джеймс Ърл Рей, докато се опитва да напусне Обединеното кралство с фалшив канадски паспорт.
- 1973 г. – Генерал Франко предава премиерския пост на Испания на Луис Бланко, след като е управлявал 34 години.
- 1975 г. – От СССР е изстрелян автоматичният космически апарат Венера 9 с цел изследване на Венера.
- 1984 г. – Хомосексуалността е призната за законна в австралийския щат Нов Южен Уелс.
- 1986 г. – Курт Валдхайм, бивш генерален секретар на ООН, е избран за президент на Австрия.
- 1990 г. – Гражданите на Чехословакия гласуват в парламентарни избори с категорично мнозинство за движението на бившите дисиденти – Граждански форум.
- 1995 г. – Канадско-датският програмист Размус Лердорф публикува първата публична версия на скриптовия език PHP, който служи за създаване на динамични уебстраници.

## Родени
- 1625 г. – Джовани Доменико Касини, италиански учен († 1712 г.)
- 1671 г. – Томазо Албинони, италиански композитор († 1751 г.)
- 1810 г. – Роберт Александър Шуман, германски композитор и пианист († 1856 г.)
- 1829 г. – Джон Миле, английски художник († 1896 г.)
- 1867 г. – Франк Лойд Райт, американски архитект († 1959 г.)
- 1894 г. – Борис Стефанов, български ботаник († 1979 г.)
- 1895 г. – Васил Захариев, български график и изкуствовед († 1971 г.)
- 1895 г. – Сантяго Бернабеу Йесте, испански футболист († 1978 г.)
- 1903 г. – Маргьорит Юрсенар, френска писателка († 1987 г.)
- 1916 г. – Франсис Крик, британски физик и биохимик, Нобелов лауреат († 2004 г.)
- 1918 г. – Джеръм Карл, американски физикохимик, Нобелов лауреат († 2013 г.)
- 1921 г. – Сухарто, президент на Индонезия († 2008 г.)
- 1928 г. – Борис Клочков, български аграрен учен
- 1934 г. – Видое Подгорец, македонски писател († 1997 г.)
- 1935 г. – Иван Иванов, български музикант († 1993 г.)
- 1936 г. – Кенет Уилсън, американски физик, Нобелов лауреат († 2013 г.)
- 1940 г. – Нанси Синатра, американска певица и актриса
- 1951 г. – Бони Тайлър, уелска певица
- 1953 г. – Иво Санадер, министър-председател на Хърватия
- 1954 г. – Кирил, варненски и великопреславски митрополит († 2013 г.)
- 1954 г. – Филип Беке, белгийски дипломат
- 1955 г. – Тим Бърнърс-Лий, британски математик
- 1963 г. – Луц Зайлер, германски писател
- 1963 г. – Урф Щолтерфот, германски писател
- 1964 г. – Васил Иванов-Лучано, български политик
- 1966 г. – Валентин Наливайченко, украински политик
- 1966 г. – Джулиана Маргулис, американска актриса
- 1973 г. – Херонимо Хил, венецуелски актьор
- 1976 г. – Даниела Йорданова, българска лекоатлетка
- 1977 г. – Кание Уест, американски рапър
- 1977 г. – Красимир Чомаков, български футболист
- 1982 г. – Надя Петрова, руска тенисистка
- 1983 г. – Нино Харатишвили, грузинско-германска писателка
- 1983 г. – Ким Клайстърс, белгийска тенисистка
- 1984 г. – Хавиер Масчерано, аржентински фуболист
- 1987 г. – Владислав Стоянов, български футболист
- 1988 г. – Камил Гросицки, полски футболист
- 1993 г. – Едисон Йорданов, германско-български футболист
- 1995 г. – Ферлан Менди, френски футболист

## Починали
- 632 г. – Мохамед, ислямски пророк (* 570 г.)
- 1376 г. – Едуард, принц на Уелс (* 1330 г.)
- 1795 г. – Луи XVII, крал на Франция (* 1785 г.)
- 1876 г. – Жорж Санд, френска писателка (* 1804 г.)
- 1912 г. – Йордан Недков, български революционер (* 1882 г.)
- 1946 г. – Кирил Дрангов, български революционер (* 1901 г.)
- 1970 г. – Ейбрахам Маслоу, американски психолог (* 1908 г.)
- 1976 г. – Михаил Катуков, съветски офицер (* 1900 г.)
- 1985 г. – Айше Афет Инан, турски историк и социолог (* 1908 г.)
- 1987 г. – Цеко Торбов, български философ, правист, преводач (* 1899 г.)
- 1997 г. – Стефан Елевтеров, български литературовед (* 1930 г.)
- 2007 г. – Богомил Райнов, български писател и професор по естетика (* 1919 г.)
- 2007 г. – Ибрахим Касимов, български аграрен учен и общественик (* 1938 г.)
- 2008 г. – Петер Рюмкорф, немски поет, белетрист и драматург (* 1929 г.)
- 2009 г. – Омар Бонго, президент на Габон (* 1935 г.)
- 2010 г. – Пламен Масларов, български режисьор (* 1950 г.)
- 2016 г. – Евтим Евтимов, български поет, автор на музикални текстове (* 1933 г.)

## Празници
- Световен ден на океаните (Определен по време на срещата на високо равнище по проблемите на Земята през 1992 г. в Рио де Жанейро, Бразилия)